# Comuna Mistkovîci, Sambir
Mistkovîci (în ucraineană Містковичі) este o comună în raionul Sambir, regiunea Liov, Ucraina, formată din satele Klîmivșciîna, Kovînîci, Mistkovîci (reședința) și Zaraiske.

## Demografie
Componența lingvistică a comunei Mistkovîci
     Ucraineană (99,69%)
     Alte limbi (0,31%)
Conform recensământului din 2001, majoritatea populației comunei Mistkovîci era vorbitoare de ucraineană (99,69%), existând în minoritate și vorbitori de alte limbi.